# 16522 Tell
16522 Tell è un asteroide della fascia principale. Scoperto nel 1991, presenta un'orbita caratterizzata da un semiasse maggiore pari a 3,1854412 UA e da un'eccentricità di 0,0514809, inclinata di 14,61995° rispetto all'eclittica.